# Viola godoyae
Viola godoyae är en violväxtart som beskrevs av Rodolfo Amando Philippi. Viola godoyae ingår i släktet violer, och familjen violväxter. Inga underarter finns listade i Catalogue of Life.